# Pillsburiaster aoteanus
Pillsburiaster aoteanus är en sjöstjärneart som beskrevs av McKnight 1973. Pillsburiaster aoteanus ingår i släktet Pillsburiaster och familjen ledsjöstjärnor.
Artens utbredningsområde är havet kring Nya Zeeland. Inga underarter finns listade i Catalogue of Life.